# 潘兴Ⅱ
潘兴Ⅱ（Pershing II）全称为潘兴Ⅱ武器系统（Pershing II Weapon System），其主体部分是一种由固体燃料火箭作为动力来源的两级弹道导弹。
潘兴Ⅱ武器系统是由马丁·麦丽埃塔（Martin Marietta）公司设计制造的一款武器系统，其旨在代替潘兴ⅠA野战炮兵导弹系统，并成为当时美国的主要核武力量之一。
是美國研製的一種中程地對地固體燃料彈道飛彈，有三種型號。潘興和潘興 I飛彈已退役。潘興Ⅱ(Pershing II)飛彈是第三代戰術地對地飛彈，1978年開始研發，1985年服役。主要用於打擊原華沙公約組織國的指揮所和交通樞紐等目標。該飛彈採用慣性導引和雷達地形匹配終端導引兩套導引系統，命中精度約30公尺(CEP=30公尺) ，是當時地對地彈道飛彈命中精度最高的一種飛彈。飛彈戰鬥部為5千至5萬噸級TNT當量的核彈頭，最大射程1800公里，最大飛行高度約300公里。最大速度達12倍音速，彈長10公尺，彈徑1公尺，發射重量7.26公噸，發射準備時間為5分鐘。其主要攻擊目標是飛彈基地、飛機場、海軍基地、指揮和控制中心、交通樞鈕等。這種飛彈的主要優點是精度高，射程遠，並可機動發射。1983年，美國陸軍用潘興 II 武器系統取代潘興 Ia，而德國空軍保留潘興 Ia，直到1991年除役。

## 發展

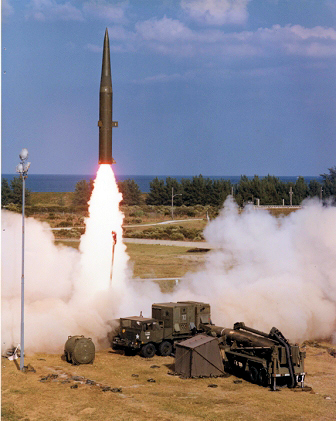
潘興 IA 發射狀態(攝於26 Oct 1976)

二十世紀七十年代末，急劇增強的蘇聯軍事力量，一直使西歐國家感到日益嚴重的威脅。從六十年代到七十年代，蘇聯已使它的傳統武裝力量擴展並現代化，並且特別加緊發展核武器，尤其是核武載具。至1979年夏天，蘇聯已經部署大約一百八十枚對準西歐的SS-20中程彈道飛彈。其射程約為四千八百公里，可以攜帶三個分導多彈頭，每個都可以是高達十五萬噸級TNT當量的核彈頭，命中精度可達三百至四百公尺。在這以前，蘇聯早已部署SS-4和SS-5中程核武飛彈，還有具備核武攻擊能力的TU-22M戰略轟炸機和SU-24戰鬥轟炸機。使得所有西歐國家都處於蘇聯各種核子武器的射程之內，而西歐國家卻沒有能直接打擊蘇聯本土的戰術核武器。面對這種懸殊狀態，再加上對美國可能提供核武保護能力的不信任，西歐各國從1970年起，就迫切要求裝備足以還擊蘇聯本土的戰術核子飛彈。
當時北大西洋公約組織使用的戰術核武飛彈是美國的「潘興 Ia」飛彈，其射程為740公里，可攜帶一枚六至四十萬噸級的核彈頭，慣性導引，命中精度約四百米。1960年開始在歐洲部署。但由於其射程不足，精度不夠，已不適應八十年代的需要。
美國從1974年4月開始研製潘興Ⅱ式飛彈。當時主要是提高精度，射程仍和潘興 Ia相同，到1978年才決定加大射程。對潘興Ⅱ式飛彈的基本要求是增大射程和提高精度。射程要求在一千八百公里，以便能夠直接打擊蘇聯西部地區的主要軍事目標，提高精度能保證以低TNT當量核彈頭有效地摧毀預定的軍事目標。只有遠射程和高精度配合在一起，才能構成最大的威脅。1978年12月，美國國防部正式批准潘興Ⅱ式飛彈進入全面工程發展階段。1979年2月，與主要承包商簽訂潘興Ⅱ飛彈的全面研製合約，於1983年開始裝備北大西洋公約組織五個國家的部隊及駐歐美軍。

## 系統

### 發射器

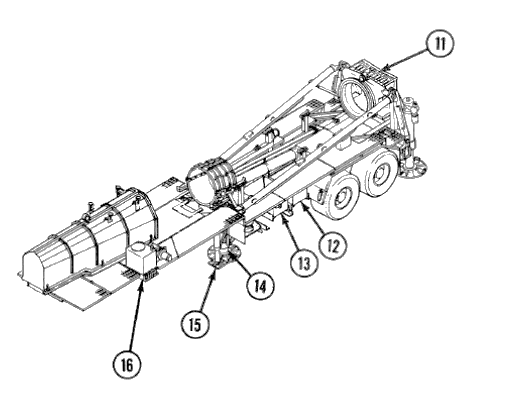
M1003 機動發射器(EL)左側視圖

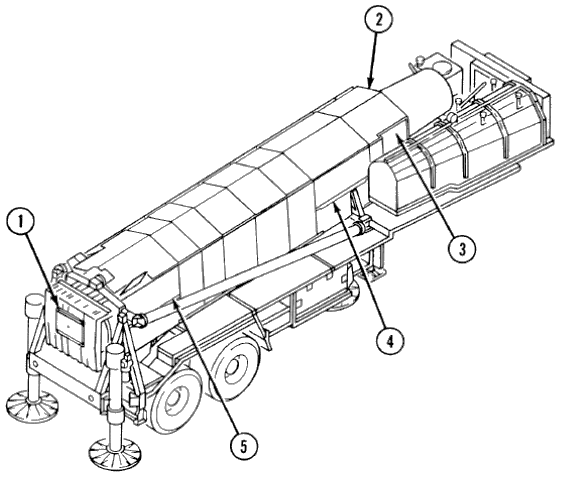
M1003 機動發射器防護罩

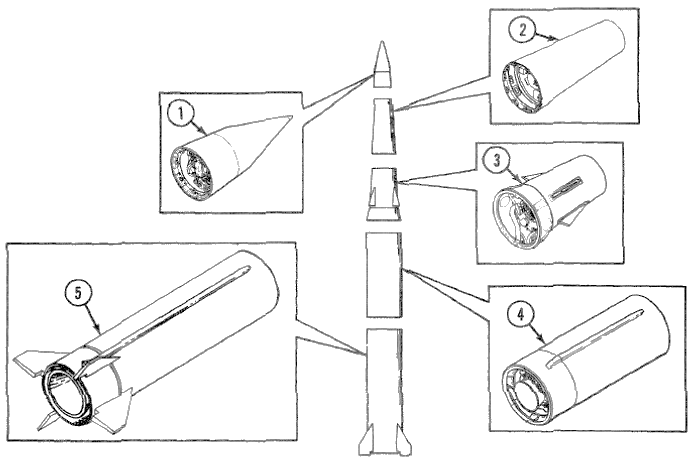
重返載具與其他部分

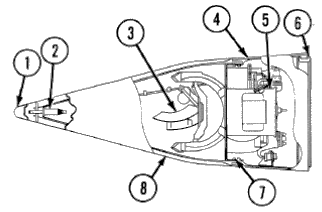
雷達部件 (RS）;1.鼻錐防護罩：密封天線罩的前端並在重返大氣層過程中提供保護。
2.撞擊引信：用於在爆炸選項中在撞擊地面時引爆彈頭。
3.雷達天線：允許雷達單元發送和接收射頻（RF）。
4.支撐結構：圓錐形鋁製組件，外包裹著抗燒蝕性隔熱罩。
5.雷達單元：向PAC提供目標地點資訊，以與存儲的目標地點資訊進行比較。
6.快速聯結接頭段：八個拼接段允許將雷達部分與彈頭配合。
7.撞擊引信：在爆炸選項中用於引爆彈頭的四種引信之一。
8.天線罩：強化玻璃/環氧樹脂外殼，覆蓋雷達單元天線。 它也可以用作隔熱板。

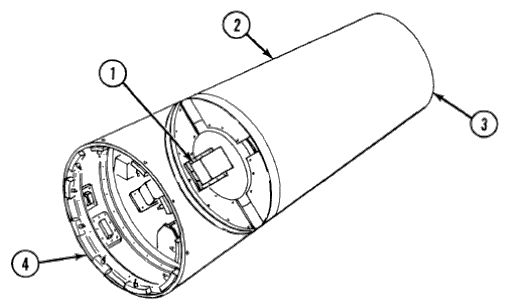
戰鬥部件（WHS）

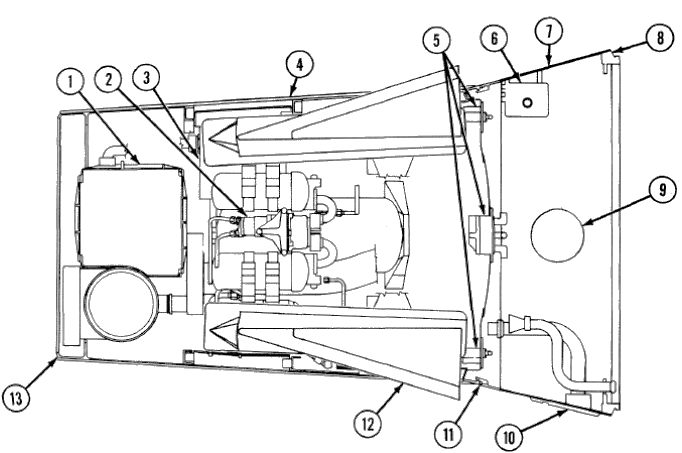
導引控制器（G＆C / A）

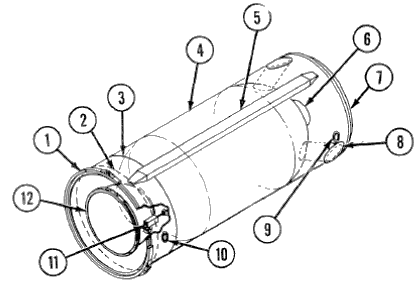
第二級火箭發動機

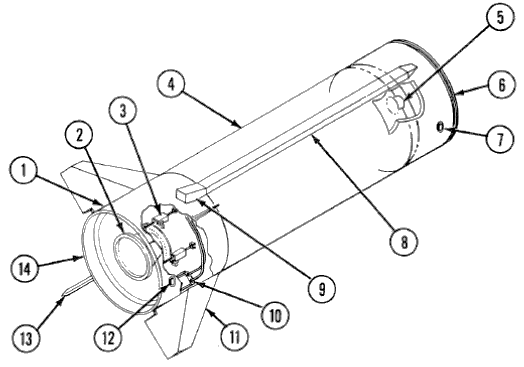
第一級火箭發動機

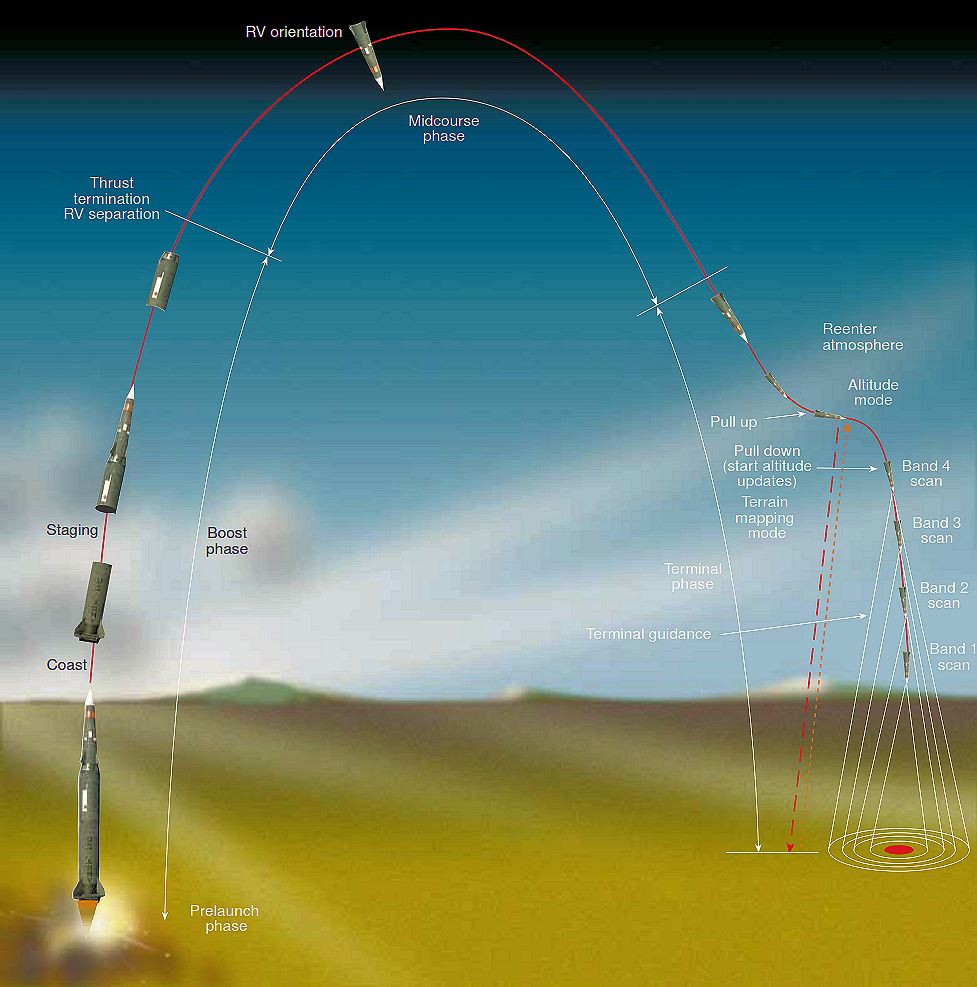
潘興 II 飛彈彈道軌跡

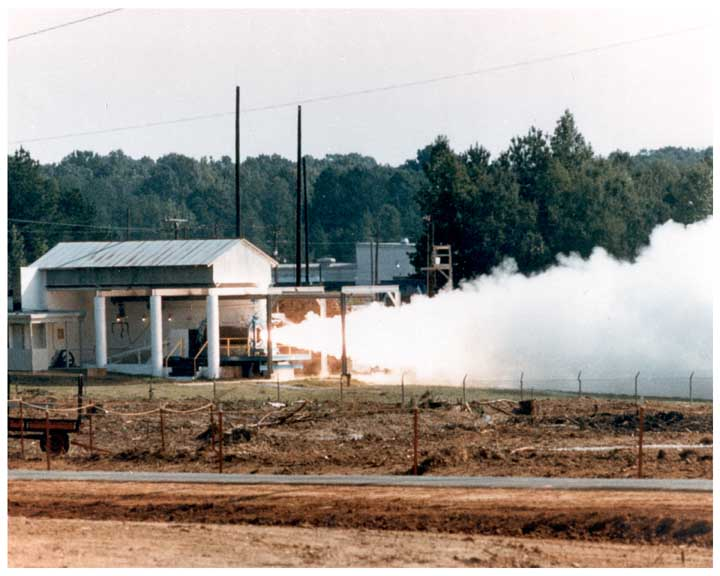
1988年9月，潘興火箭發動機進行地面靜態測試

由於限制戰略武器談判協議，無法建造新的機動發射器(erector launcher 略稱 EL)，因此將原Pershing Ia M790發射器修改為Pershing II M1003 機動發射器，外型類似拖車板台，由具越野能力卡車聯結牽引運輸。舊系統所需的車載編程器測試站的功能已合併到發射器側面的地面集成電子單元（GIEU）中的發射控制組件（LCA）中。彈頭和雷達部分作為組件以托盤安裝在一個拖車板台上，該托盤能旋轉以與配合飛彈發動機安裝。發射器有兩個燃油發動機分別用於組裝飛彈的液壓起重機和為發射器和飛彈供電的發電機。美軍操作單位將M983 HEMTT與Hiab 8001起重機和30kW發電機一起使用。德國軍隊使用帶有Atlas Maschinen GmbH AK4300 M5 起重機和30kW發電機的 MAN M1001 MAN 牽引車。由於新的導引系統是自動定向的，因此可以將發射器放在任何預設部署的地點，並在數分鐘內安置發射器、豎立飛彈、發射飛彈。

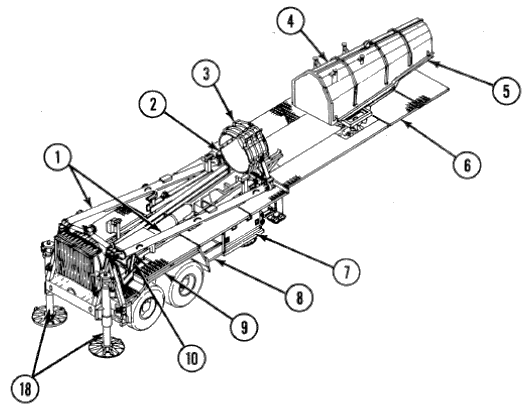
M1003 機動發射器(EL)右側視圖;1.舉昇臂：在飛彈的安裝和重新裝彈過程中支撐飛彈架。
2.飛彈支架：在飛彈的運輸，架設和收回期間支撐飛彈。
3.固定環：用於在運輸過程中將飛彈固定在飛彈支架中。
4.EL(發射器)托盤蓋：在行駛過程中保護雷達部分和飛彈彈頭。
5.EL托盤：用於運輸和配合彈頭部分和雷達部分的平台。
6.工作平台：用於配合重返載具的工作區。
7.地面集成電子單元（GIEU）：包括帶有防護門的發射控制組件（LCA）和電源控制組件（PCA）。
8.液壓控制面板：包含用於系統液壓功能的控制件和指示器。
9.上鎖釋放機制：釋放方位環上鎖，允許重新固定導彈。
10.上鎖組件：將方位角環鎖定在豎立（點火）位置。
11.方位角環組件：包括發射平台，噴流偏轉器和用於與飛彈配合的環座。
12.EL電源：為EL提供28V DC電源。
13.飛彈電源：為飛彈提供28V直流電源。
14.前支撐架：用於升高，降低和調平EL的前面板。
15.起落架：當EL從牽引車上卸下且不受千斤頂支撐時，支撐EL的前部。
16.液壓油箱：液壓油的非增壓油箱。
17.防護罩：保護G＆C / A和雷達部分。
18.後支撐架：用於升高，降低和調平EL的後部。

### 飛彈
潘興Ⅱ飛彈的總長十公尺，直徑一公尺，總重7200公斤，其基本構造可分為三部分：重返載具(re-entry vehicle)、第二級火箭發動機、第一級火箭發動機。重返載具是雷達部、戰鬥部、控制導引器部構成。第二節火箭發動機、第一節火箭發動機在重返大氣層時拋棄。
一、二級火箭發動機有大體相同的結構，主要是固體燃料火箭發動機、其彈體材質由凱夫拉有機纖維製成，因而重量較輕。噴管咽部由石墨材料製成，噴管出口由碳酚醛材料製成，噴管可以擺動，除產生推力外，還承擔飛彈俯仰和偏航運動的控制。
第一級底部裝有四個十字形的彈翼，其中兩個固定，兩個可動。當第一級工作時，固定彈翼保證飛彈的穩定性，可動彈翼控制滾轉運動。第二級沒有彈翼，它工作時，滾轉運動由重返載具(RV)的彈翼控制，俯仰和偏航靠擺動噴管控制。

### 重返載具
重返載具(Re-entry Vehicle，略稱 RV）在結構和功能上分為三個部分：雷達部件（略稱:RS），戰鬥部件（略稱:WHS）和導引與控制/適配器（略稱:G＆C / A）部件。
雷達部件在飛彈的最前端，長度約為一公尺，直徑大約六十六公分。它包括固特異航太部門研發的主動雷達尋標器、天線及所有電子裝置的電池。在雷達部件頂端，有一保護雷達的天線罩和彈頭引信的鼻錐防護罩。
戰鬥部件包含W85彈頭，速率陀螺儀單元，位於雷達部件和控制導引器部件之間。
導引與控制/適配器（G＆C / A）主要裝有慣性導引系統、彈道計算機、預存目標參考圖像儲存器和相關設備。其內還有重返載具彈翼的控制系統和俯仰噴嘴、偏航噴嘴的控制系統，是用來控制重返載具飛行姿態的。此外，燃氣發生器、蓄壓器、冷卻供應系統及電纜等也在其內。G＆C／Ａ包含兩個導引系統。主要導引系統是主動雷達尋標器，使用雷達終端導引技術匹配目標區域地形參考圖像，Pershing II 能具有30公尺（100英尺）的圓形公算誤差(英語：Circular error probable）精度。備用系統是Singer-Kearfott研發的慣性導航系統，可單獨用慣性導引模式將飛彈瞄準目標。 G＆C/A還包含潘興飛彈內載計算機（PAC），數據相聯單元（DCU）和用於驅動散熱片的執行器。

### 飛彈彈道
在發射之前，該飛彈的速率陀螺儀單元、羅經慣性平台以方位角作為參考。發射後，飛彈遵循慣性導航的軌跡飛行，直至重返載具(RV)分離。動力飛行期間的姿態和引導命令（側傾姿態除外）是通過兩個火箭發動機推進部分中的旋轉噴嘴執行的。在第一階段飛行期間，第一節火箭發動機的兩個可移動彈翼提供側傾控制，在第二階段飛行期間，由RV彈翼提供側傾控制。為了在第一階段動力飛行中保持穩定，第一節火箭發動機還具有兩個固定的彈翼。軌跡的中間階段在分離時開始，一直持續到末期階段開始。在中段階段開始時，將RV傾斜以使其重新進入並減小雷達橫截面。然後在大氣層出口和再入期間通過重返載具彈翼控制系統控制中途姿態，在大氣層飛行期間通過反應控制系統控制中途姿態。
在目標上方的預定高度處，終止階段將開始。在慣性導航控制下執行速度控制操作（上拉，下拉），以減慢重返載具並達到適當的撞擊速度。雷達相關器系統已啟動，雷達尋標器掃描目標區域。將雷達尋標器返回數據與預先存儲的參考數據進行比較，並將得到的位置定位資訊用於更新慣性導航系統並傳達重返載具轉向命令。然後，重返載具彈翼控制系統將重返載具飛行到目標位置。